# Vladimir Zečević

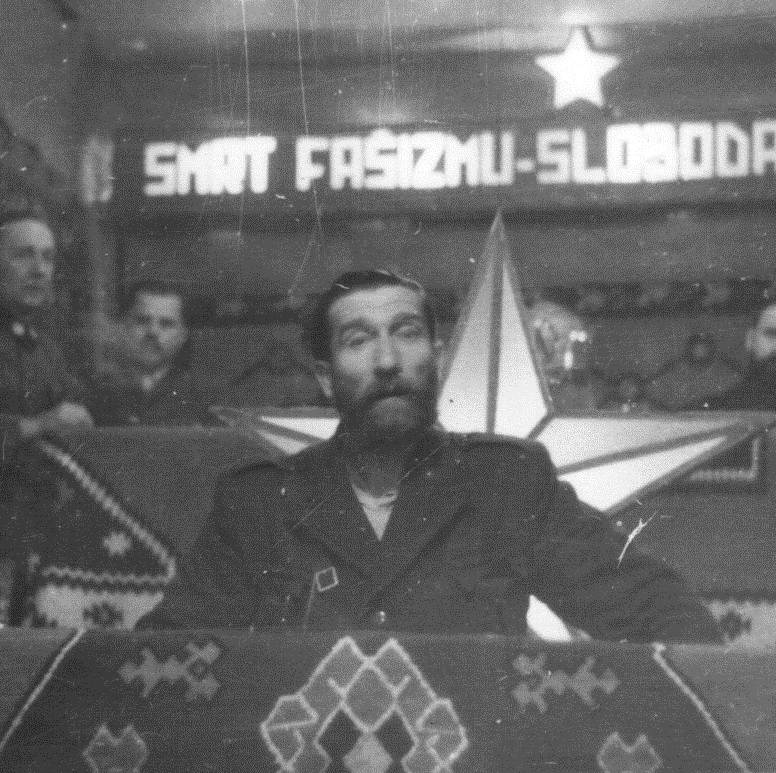
Zečević během projevu v Mrkonjić Gradu v dnešní Bosně a Hercegovině

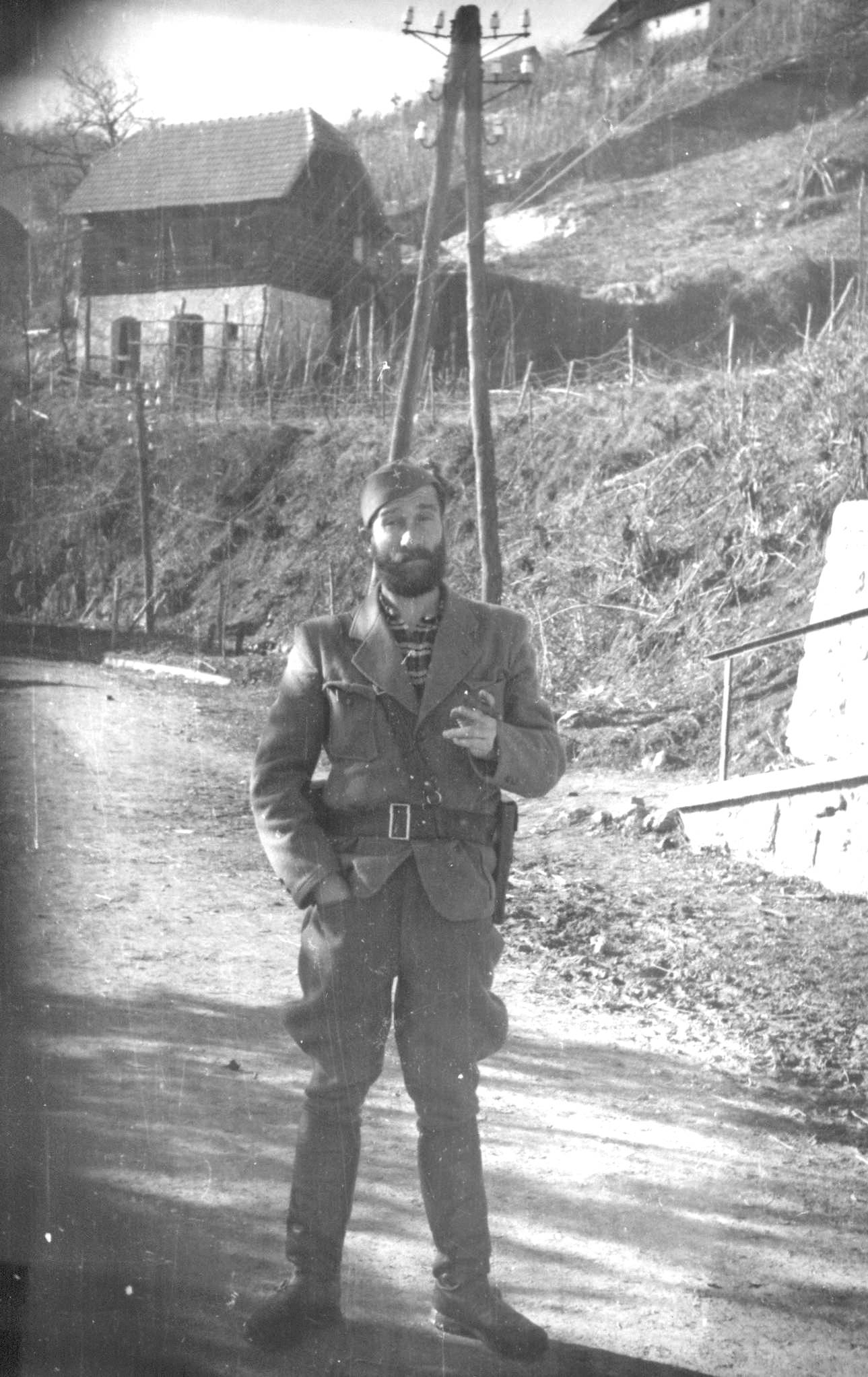
Zečević ve Slovinsku v roce 1944

Vladimir Zečević, známý také jako Vlado Zečević, (v srbské cyrilici Владимир Зечевић; 21. března 1903 Loznica, Srbsko – 26. října 1970 Bělehrad, SFRJ) byl srbský pravoslavný kněz a účastník partyzánského boje na jugoslávském válčišti během druhé světové války.
Zečević studoval teologii ve Sremských Karlovcích a na teologické fakultě Bělehradské univerzity. V letech 1927 až 1941 byl pravoslavným knězem v Krupnji. Aktivně se zapojil do politického života; po vypuknutí války v Jugoslávii vstoupil do řad jugoslávského vojska ve vlasti, které vedl Dragoljub Mihajlović. Účastnil se bitvy o Loznici, po níž se stal členem vrchního velení četnické armády. V četnickém vojsku zorganizoval řadu úspěšných operací. Mezi ně patřila např. bitva o Krupanj v září 1941. O měsíc později se Zečevićovi dařilo spolu s několika dalšími četnickými veliteli (např. Ratko Martinovićem uskutečnit celou řadu úspěšných útoků na Němce.
Zečević nesouhlasil s rozpadem koalice partyzánu a četniků, která vytvořila tzv. Užickou republiku, první osvobozené území v druhé světové válce. Proto přeběhl s asi pětisty bojovníky na stranu partyzánů. V řadách vojska pod velením Josipa Broze se stal zástupcem politického komisaře Valjevského partyzánského oddílu. V listopadu 1941 se stal členem glavních lidově osvobozeneckého výboru pro Srbsko, v němž mu připadlo porftolio lesnictví. Zečević (?) život Josipu Brozu Titovi během bitvy o Zelengoru. V roce 1942 vstoupil Zečević do komunistické strany. Později byl i jedním z členů partyzánského vojenského vedení (generálního štábu), člen AVNOJe a proto-vlády NKOJ.
Po skončení války zastával řadu politických funkcí. Byl členem parlamentu (skupštiny), a to nejprve té ústavodárné, později i řádně zvolené. Stal se ministrem vnitra v první poválečné vládě (1945–1946), po nějakou dobu zastával i funkci ministra výstavby a dopravy (1952–1953). V letech 1954–1960 byl předsedou Svazové lidové skupštiny (parlamentu). Od léta 1953 byl i členem Svazové výkonné rady. Různé pozice zastával i v dalších organizacích, mezi které patřil Svaz pracujícího lidu (SSRNJ), nebo Svaz veteránů (SUBNOR).